# CSD Sacachispas
Club Social y Deportivo Sacachispas – gwatemalski klub piłkarski z siedzibą w mieście Chiquimula, stolicy departamentu Chiquimula. Występuje w rozgrywkach Primera División. Domowe mecze rozgrywa na obiekcie Estadio Las Victorias.

## Historia
Klub powstał 15 czerwca 1949 z inicjatywy grupy entuzjastów piłki nożnej z Chiquimuli. Pierwsze spotkanie założycielskie miało miejsce w Parque Ismael Cerna, zaś drugie w Colegio Los Amigos. Nazwa klubu pochodzi z argentyńskiego filmu Pelota de trapo, który grano wówczas w gwatemalskich kinach. Jego bohaterowie występują w piłkarskiej drużynie o nazwie Sacachispas. Pierwszym trenerem zespołu został burmistrz Chiquimuli, Guadalupe López Ochoa.
W 1961 roku Sacachispas został zaproszony do dołączenia do gwatemalskiej Liga Nacional. Występował w niej w latach 1961–1964. Po raz kolejny wywalczył awans do najwyższej klasy rozgrywkowej w 1993 roku po pokonaniu w meczu barażowym Mictlán (1:0). Tym razem grał w niej w latach 1993–2000. W 1996 roku jako pierwszy i jak dotąd jedyny klub ze wschodu Gwatemali wziął udział w Pucharze Mistrzów CONCACAF, gdzie odpadł w drugiej rundzie. Do drugiej ligi klub spadł po porażce w barażu z Marquense po rzutach karnych.
W latach 2000–2020 Sacachispas nieprzerwanie występował w drugiej lidze gwatemalskiej. Dwukrotnie był bliski powrotu do Liga Nacional, lecz przegrywał w barażach kolejno z Mictlán (2010) i Guastatoyą (2014). Do pierwszej ligi awansował dopiero w 2020 roku, gdy pokonał w meczu barażowym Marquense (2:0). Spadł z niej jednak już po roku.

### Rozgrywki międzynarodowe
| Sezon | Rozgrywki                | Runda | Klub           | Dom | Wyjazd | Ogólnie |
| ----- | ------------------------ | ----- | -------------- | --- | ------ | ------- |
| 1996  | Puchar Mistrzów CONCACAF | 1R    | Juventus       | 3–1 | 2–2    | 5–3     |
| 1996  | Puchar Mistrzów CONCACAF | 2R    | Comunicaciones | 0–3 | 1–2    | 1–5     |

## Aktualny skład
Stan na 1 sierpnia 2020.
| Nr | Poz. | Piłkarz             |
| -- | ---- | ------------------- |
| 2  | OB   | Wilmer Barrios      |
| 4  | OB   | Jamal Jack          |
| 5  | PO   | André Solórzano     |
| 6  | PO   | Edgardo Ruiz        |
| 7  | NA   | Luis Herminio Pérez |
| 8  | PO   | Edson Hernández     |
| 9  | NA   | Diego Ávila         |
| 10 | NA   | Fredy Marques       |
| 11 | PO   | Nery Cifuentes      |
| 12 | PO   | Ronald Regalado     |
| 14 | PO   | Daniel Marroquín    |
| 15 | PO   | Herberth Morales    |
| 16 | PO   | Allan López         |
| 17 | OB   | Edwin Chacón        |

| Nr | Poz. | Piłkarz             |
| -- | ---- | ------------------- |
| 18 | OB   | Joseph Reth         |
| 22 | OB   | Denilson Hernández  |
| 23 | PO   | Esteban Marroquín   |
| 24 | PO   | Marco Rivas         |
| 25 | BR   | Johnny Navarro      |
| 27 | BR   | Luis Lucero         |
| 29 | NA   | Omar López          |
| 30 | OB   | Rigoberto Hernández |
| 44 | OB   | Rolman Sandoval     |
| 66 | PO   | Carlos Montepeque   |
| 77 | OB   | Alex Pozuelos       |
| 95 | PO   | Sergio Casasola     |
| 99 | PO   | Cristian Alvarado   |

## Trenerzy
- Guadalupe López Ochoa (1949)[1]
- Mauricio Tapia (2008)
- César Mario Calero (2008–2009)[7]
- Franklin Cetré (2011)[8]
- Julio Englenton Chuga (2012)[9]
- Gilberto Yearwood (2012–2014)[10]
- Arnoldo Reyes (2014)[11]
- Carlos Ruiz (2016)
- Iván León (2018)[12]
- Ariel Sena (2018–19)
- Wilder Galicia (2019)
- César Mario Calero (2019)[13]
- Érick González (2020)[14]
- Wilder Galicia (2020)
- Alejandro Larrea (2020–21)[14]
- Wilder Galicia (2021)
- Diego Cerutti (2021)
- Kenny Colindres (2022)
- Carlos de Toro (2022)
- Francisco Melgar (2023)
- Carlos Caceros (2023)
- Gabriel Castillo (od 2023)